# بیله‌یان
بیله‌یان (به لاتین: Biləyən) یک منطقه مسکونی در جمهوری آذربایجان است که در شهرستان آغجه‌آباد واقع شده است. بیله‌یان ۶۹۷ نفر جمعیت دارد.